# Campeonato Paraguaio de Futebol
O Campeonato Paraguaio de Futebol é o maior campeonato do futebol paraguaio, e é organizado pela Asociación Paraguaya de Fútbol. Existem, atualmente, 12 times na primeira divisão.
As 12 equipes participantes jogam dois torneios únicos, o Apertura e o Clausura, no primeiro e segundo semestre do ano, respectivamente. O sistema de competição é de todos contra todos. Cada torneio consiste em 22 rodadas. A equipe que fizer mais pontos, se consagra campeã.
Atualmente, há 12 times na primeira divisão, sendo que o Olimpia, o Guaraní, e o Cerro Porteño são os únicos clubes que nunca foram rebaixados.
De acordo com a Classificação Mundial do IFFHS de 2017, é a 9ª melhor liga do mundo e a 4ª da América, apenas por trás do Argentina (1ª), México (2ª) e Brasil (3ª).

## História
O primeiro jogo do Campeonato Paraguaio foi realizado em 1906, depois que o diretor do jornal El Diario trouxe ao seu escritório, em 18 de junho de 1906, os representantes de cinco times de futebol no Paraguai, (Olimpia, Guaraní, Libertad, General Díaz, e Nacional) para criar a Liga Paraguaia de Futebol (hoje a Asociación Paraguaya de Fútbol).
A Asociación  juntou-se à CONMEBOL em 1921, e à FIFA em 1925. Entre 1932 e 1934, o Campeonato Paraguaio não foi disputado, devido a Guerra do Chaco. A era profissional da competição começou em 1941.
O time com a pior média de pontos em quatro anos é rebaixado ao Campeonato Paraguaio de Futebol: Segunda Divisão.

## Formato
A partir do ano de 1996, os torneios da liga ocorrem em duas temporadas: Torneio Apertura e Torneio Clausura. Até 2007 para definir o campeonato absoluto do ano, eram disputadas partidas entre os dois vencedores. No entanto, se o mesmo clube conseguisse vencer os dois torneios, não seria necessário jogar uma "final". Finalmente, a partir de 2008, ambos os torneios têm o caráter de campeonatos próprios e independentes.
O número de equipas variou ao longo do tempo. Em 2006, participaram 11 clubes, aumentando para 12 em 2007, número atual de clubes.
O sistema de disputa de cada um dos dois torneios oficiais é todos contra todos, ida e volta, somando 22 rodadas no total.

## Promoções e rebaixamentos
De acordo com os regulamentos atuais, os campeões do Apertura + Clausura e os dois primeiros times (com exceção dos dois campeões) da classificação geral (Apertura e Clausura) se classificam à Copa Libertadores, e os três clubes subsequentes se classificam à Copa Sul-Americana.
As 2 equipes com as piores médias, calculadas nos últimos 3 anos, caem para a Divisão Intermediária. Este sistema está em vigor desde 2001, mas pode ter sido usado em períodos anteriores. Até 2000, era frequente que o clube com a menor pontuação acumulada no campeonato regular de um ano caísse.
O campeão e vice-campeão da Divisão Intermediária do ano anterior sobe diretamente à Primeira Divisão.

## Participantes
O campeonato é disputado por um total de doze equipes. A única que jogou todas as temporadas nesta categoria (também conhecida como División de Honor) é o Olimpia; da mesma forma, o Guaraní participou de todas, exceto uma, pois solicitou permissão em 1912 devido a uma epidemia. Por sua vez, o clube Cerro Porteño nunca caiu desde sua entrada em 1913.

### Temporada 2024
Lista das equipes que disputarão o torneio da temporada. Doze são as equipes participantes para esta temporada.
| Equipe                | Cidade               | Departamento     | Estádio (mando)           | Título (último)       |
| --------------------- | -------------------- | ---------------- | ------------------------- | --------------------- |
| 2 de Mayo             | Pedro Juan Caballero | Amambay          | Parque del Guairá         | 0 (nenhum)            |
| Cerro Porteño         | Assunção             | Distrito Capital | General Pablo Rojas       | 34 (último em 2021-C) |
| General Caballero JLM | Juan León Mallorquín | Alto Paraná      | Monumental Río Parapití   | 0 (nenhum)            |
| Guaraní               | Assunção             | Distrito Capital | Rogelio Silvino Livieres  | 11 (último em 2016–C) |
| Libertad              | Assunção             | Distrito Capital | Dr. Nicolás Leoz          | 24 (atual campeão)    |
| Nacional              | Assunção             | Distrito Capital | Arsenio Erico             | 9 (último em 2013–A)  |
| Olimpia               | Assunção             | Distrito Capital | Manuel Ferreira           | 46 (último em 2022–C) |
| Sol de América        | Villa Elisa          | Central          | Luis Alfonso Giagni       | 2 (último em 1991)    |
| Sportivo Ameliano     | Assunção             | Distrito Capital | Luis Alfonso Giagni       | 0 (nenhum)            |
| Sportivo Luqueño      | Luque                | Central          | Estádio Feliciano Cáceres | 2 (último em 1953)    |
| Sportivo Trinidense   | Assunção             | Distrito Capital | Estádio Martín Torres     | 0 (nenhum)            |
| Tacuary               | Assunção             | Distrito Capital | Toribio Vargas            | 0 (nenhum)            |

## Campeões
- Nota: São consideradas todas as edições da primeira divisão (tanto da era amadora quanto da era profissional).

| Edicãó | Ano         | Campeão                                               | Vice-Campeão                                          | Terceiro Lugar                                        |                                                       |
| ------ | ----------- | ----------------------------------------------------- | ----------------------------------------------------- | ----------------------------------------------------- | ----------------------------------------------------- |
|        | Era Amadora |                                                       |                                                       |                                                       |                                                       |
| 1      | 1906        | Guaraní - (1) - (invicto)                             | Olimpia                                               | Libertad                                              |                                                       |
| 2      | 1907        | Guaraní - (2) - (invicto)                             | Olimpia                                               | Libertad                                              |                                                       |
|        | 1908        | Torneio não disputado                                 | Torneio não disputado                                 | Torneio não disputado                                 | Torneio não disputado                                 |
| 3      | 1909        | Nacional - (1)                                        | Libertad                                              | Olimpia                                               |                                                       |
| 4      | 1910        | Libertad - (1)                                        | Atlántida                                             | Nacional                                              |                                                       |
| 5      | 1911        | Nacional - (2) - (invicto)                            | Atlántida                                             | Sol de América                                        |                                                       |
| 6      | 1912        | Olimpia - (1)                                         | Sol de América                                        | Nacional                                              |                                                       |
| 7      | 1913        | Cerro Porteño - (1) - (invicto)                       | Sol de América                                        | Nacional                                              |                                                       |
| 8      | 1914        | Olimpia - (2)                                         | Cerro Porteño                                         | River Plate                                           |                                                       |
| 9      | 1915        | Cerro Porteño - (2)                                   | Olimpia                                               | Guaraní                                               |                                                       |
| 10     | 1916        | Olimpia - (3)                                         | Guaraní                                               | Nacional                                              |                                                       |
| 11     | 1917        | Libertad - (2)                                        | Olimpia                                               | Cerro Porteño                                         |                                                       |
| 12     | 1918        | Cerro Porteño - (3)                                   | Nacional                                              | Olimpia                                               |                                                       |
| 13     | 1919        | Cerro Porteño - (4)                                   | River Plate                                           | Olimpia                                               |                                                       |
| 14     | 1920        | Libertad - (3)                                        | Olimpia                                               | Cerro Porteño                                         |                                                       |
| 15     | 1921        | Guaraní - (3)                                         | Nacional                                              | Sol de América                                        |                                                       |
|        | 1922        | Torneio não disputado por causa da guerra civil       | Torneio não disputado por causa da guerra civil       | Torneio não disputado por causa da guerra civil       | Torneio não disputado por causa da guerra civil       |
| 16     | 1923        | Guaraní - (4)                                         | Olimpia                                               | Libertad                                              |                                                       |
| 17     | 1924        | Nacional - (3)                                        | Libertad                                              | Olimpia                                               |                                                       |
| 18     | 1925        | Olimpia - (4)                                         | Guaraní                                               | Nacional                                              |                                                       |
| 19     | 1926        | Nacional - (4)                                        | River Plate y Sol de América                          | -----                                                 |                                                       |
| 20     | 1927        | Olimpia - (5)                                         | Libertad y Nacional                                   | -----                                                 |                                                       |
| 21     | 1928        | Olimpia - (6)                                         | Libertad                                              | Nacional                                              |                                                       |
| 22     | 1929        | Olimpia - (7)                                         | Libertad                                              | Sportivo Luqueño y River Plate                        |                                                       |
| 23     | 1930        | Libertad - (4)                                        | River Plate                                           | Olimpia                                               |                                                       |
| 24     | 1931        | Olimpia - (8)                                         | Libertad                                              | -----                                                 |                                                       |
|        | 1932-1934   | Torneios não disputados por causa da Guerra do Chaco' | Torneios não disputados por causa da Guerra do Chaco' | Torneios não disputados por causa da Guerra do Chaco' | Torneios não disputados por causa da Guerra do Chaco' |
|        |             | Era Profissional                                      |                                                       |                                                       |                                                       |
| 25     | 1935        | Cerro Porteño - (5)                                   | Sol de América                                        | Libertad                                              |                                                       |
| 26     | 1936        | Olimpia - (9)                                         | Atlántida                                             | Nacional                                              |                                                       |
| 27     | 1937        | Olimpia - (10)                                        | Cerro Porteño                                         | Guaraní                                               |                                                       |
| 28     | 1938        | Olimpia - (11)                                        | Cerro Porteño                                         | Libertad                                              |                                                       |
| 29     | 1939        | Cerro Porteño - (6)                                   | Olimpia                                               | Nacional                                              |                                                       |
| 30     | 1940        | Cerro Porteño - (7)                                   | Sol de América                                        | Guaraní                                               |                                                       |
| 31     | 1941        | Cerro Porteño - (8)                                   | Olimpia                                               | Nacional                                              |                                                       |
| 32     | 1942        | Nacional - (5)                                        | Cerro Porteño                                         | Guaraní                                               |                                                       |
| 33     | 1943        | Libertad - (5)                                        | Olimpia                                               | Sol de América                                        |                                                       |
| 34     | 1944        | Cerro Porteño - (9)                                   | Libertad                                              | Guaraní                                               |                                                       |
| 35     | 1945        | Libertad - (6)                                        | Cerro Porteño                                         | Presidente Hayes                                      |                                                       |
| 36     | 1946        | Nacional - (6)                                        | Sol de América                                        | Cerro Porteño                                         |                                                       |
| 37     | 1947        | Olimpia - (12)                                        | Guaraní                                               | Nacional                                              |                                                       |
| 38     | 1948        | Olimpia - (13)                                        | Cerro Porteño                                         | Sportivo Luqueño                                      |                                                       |
| 39     | 1949        | Guaraní - (5)                                         | Nacional                                              | Cerro Porteño                                         |                                                       |
| 40     | 1950        | Cerro Porteño - (10)                                  | Libertad                                              | Olimpia                                               |                                                       |
| 41     | 1951        | Sportivo Luqueño - (1)                                | Cerro Porteño                                         | Nacional                                              |                                                       |
| 42     | 1952        | Presidente Hayes - (1)                                | Libertad y Sol de América                             | -----                                                 |                                                       |
| 43     | 1953        | Sportivo Luqueño - (2)                                | Libertad y Cerro Porteño                              | -----                                                 |                                                       |
| 44     | 1954        | Cerro Porteño - (11)                                  | Libertad                                              | Olimpia                                               |                                                       |
| 45     | 1955        | Libertad - (7)                                        | Olimpia                                               | Cerro Porteño                                         |                                                       |
| 46     | 1956        | Olimpia - (14)                                        | Libertad                                              | Sol de América                                        |                                                       |
| 47     | 1957        | Olimpia - (15)                                        | Cerro Porteño Sol de América y Guaraní                | -----                                                 |                                                       |
| 48     | 1958        | Olimpia - (16)                                        | Cerro Porteño                                         | Guaraní                                               |                                                       |
| 49     | 1959        | Olimpia - (17) - (invicto)                            | Cerro Porteño                                         | Sportivo Luqueño                                      |                                                       |
| 50     | 1960        | Olimpia - (18)                                        | Cerro Porteño                                         | Sportivo Luqueño                                      |                                                       |
| 51     | 1961        | Cerro Porteño - (12)                                  | Olimpia                                               | Sportivo Luqueño                                      |                                                       |
| 52     | 1962        | Olimpia - (19)                                        | Nacional                                              | River Plate                                           |                                                       |
| 53     | 1963        | Cerro Porteño - (13)                                  | Olimpia                                               | Libertad y River Plate                                |                                                       |
| 54     | 1964        | Guaraní - (6)                                         | Nacional y Cerro Porteño                              | -----                                                 |                                                       |
| 55     | 1965        | Olimpia - (20)                                        | Guaraní                                               | -----                                                 |                                                       |
| 56     | 1966        | Cerro Porteño - (14)                                  | Guaraní                                               | -----                                                 |                                                       |
| 57     | 1967        | Guaraní - (7)                                         | Libertad                                              | -----                                                 |                                                       |
| 58     | 1968        | Olimpia - (21)                                        | Cerro Porteño                                         | -----                                                 |                                                       |
| 59     | 1969        | Guaraní - (8)                                         | Olimpia                                               | -----                                                 |                                                       |
| 60     | 1970        | Cerro Porteño - (15)                                  | Guaraní                                               | -----                                                 |                                                       |
| 61     | 1971        | Olimpia - (22)                                        | Cerro Porteño                                         | -----                                                 |                                                       |
| 62     | 1972        | Cerro Porteño - (16)                                  | Olimpia                                               | -----                                                 |                                                       |
| 63     | 1973        | Cerro Porteño - (17)                                  | Olimpia                                               | -----                                                 |                                                       |
| 64     | 1974        | Cerro Porteño - (18)                                  | Olimpia                                               | -----                                                 |                                                       |
| 65     | 1975        | Olimpia - (23)                                        | Sportivo Luqueño                                      | -----                                                 |                                                       |
| 66     | 1976        | Libertad - (8)                                        | Cerro Porteño                                         | -----                                                 |                                                       |
| 67     | 1977        | Cerro Porteño - (19)                                  | Libertad                                              | -----                                                 |                                                       |
| 68     | 1978        | Olimpia - (24)                                        | Sol de América                                        | -----                                                 |                                                       |
| 69     | 1979        | Olimpia - (25)                                        | Sol de América                                        | -----                                                 |                                                       |
| 70     | 1980        | Olimpia - (26)                                        | Cerro Porteño                                         | -----                                                 |                                                       |
| 71     | 1981        | Olimpia - (27)                                        | Sol de América                                        | -----                                                 |                                                       |
| 72     | 1982        | Olimpia - (28)                                        | Nacional                                              | -----                                                 |                                                       |
| 73     | 1983        | Olimpia - (29)                                        | Sportivo Luqueño                                      | Libertad                                              |                                                       |
| 74     | 1984        | Guaraní - (9)                                         | Cerro Porteño                                         | Olimpia                                               |                                                       |
| 75     | 1985        | Olimpia - (30)                                        | Nacional                                              | Sol de América                                        |                                                       |
| 76     | 1986        | Sol de América - (1)                                  | Olimpia                                               | Cerro Porteño                                         |                                                       |
| 77     | 1987        | Cerro Porteño - (20)                                  | Olimpia                                               | Sol de América                                        |                                                       |
| 78     | 1988        | Olimpia - (31)                                        | Sol de América                                        | Libertad                                              |                                                       |
| 79     | 1989        | Olimpia - (32)                                        | Guaraní                                               | Cerro Porteño                                         |                                                       |
| 80     | 1990        | Cerro Porteño - (21)                                  | Libertad                                              | Olimpia y Sportivo Luqueño                            |                                                       |
| 81     | 1991        | Sol de América - (2)                                  | Cerro Porteño                                         | Olimpia y Guaraní                                     |                                                       |
| 82     | 1992        | Cerro Porteño - (22)                                  | Libertad                                              | Olimpia y Sportivo Luqueño                            |                                                       |
| 83     | 1993        | Olimpia - (33) - (invicto)                            | Cerro Porteño                                         | Guaraní                                               |                                                       |
| 84     | 1994        | Cerro Porteño - (23)                                  | Olimpia                                               | Sport Colombia                                        |                                                       |
| 85     | 1995        | Olimpia - (34)                                        | Cerro Porteño                                         | Guaraní y Nacional                                    |                                                       |
| 86     | 1996        | Cerro Porteño - (24)                                  | Guaraní                                               | Olimpia                                               |                                                       |
| 87     | 1997        | Olimpia - (35)                                        | Cerro Porteño                                         | Guaraní                                               |                                                       |
| 88     | 1998        | Olimpia - (36)                                        | Cerro Porteño                                         | Guaraní                                               |                                                       |
| 89     | 1999        | Olimpia - (37)                                        | Cerro Porteño                                         | Atlético Colegiales                                   |                                                       |
| 90     | 2000        | Olimpia - (38)                                        | Guaraní                                               | Cerro Porteño                                         |                                                       |
| 91     | 2001        | Cerro Porteño - (25)                                  | Sportivo Luqueño                                      | 12 de Octubre                                         |                                                       |
| 92     | 2002        | Libertad - (9)                                        | 12 de Octubre                                         | Cerro Porteño                                         |                                                       |
| 93     | 2003        | Libertad - (10)                                       | Guaraní                                               | Olimpia                                               |                                                       |
| 94     | 2004        | Cerro Porteño - (26)                                  | Libertad                                              | Tacuary                                               |                                                       |
| 95     | 2005        | Cerro Porteño - (27)                                  | Libertad                                              | Nacional                                              |                                                       |
| 96     | 2006        | Libertad - (11)                                       | Cerro Porteño                                         | Tacuary                                               |                                                       |
| 97     | 2007        | Libertad - (12)                                       | Sportivo Luqueño                                      | Cerro Porteño                                         |                                                       |
| 98     | A. 2008     | Libertad - (13)                                       | Nacional                                              | Cerro Porteño                                         |                                                       |
| 99     | C. 2008     | Libertad - (14)                                       | Guaraní                                               | Cerro Porteño                                         |                                                       |
| 100    | A. 2009     | Cerro Porteño - (28)                                  | Libertad                                              | Nacional                                              |                                                       |
| 101    | C. 2009     | Nacional - (7)                                        | Libertad                                              | Guaraní                                               |                                                       |
| 102    | A. 2010     | Guaraní - (10)                                        | Cerro Porteño                                         | Olimpia                                               |                                                       |
| 103    | C. 2010     | Libertad - (15)                                       | Cerro Porteño                                         | Nacional                                              |                                                       |
| 104    | A. 2011     | Nacional - (8)                                        | Olimpia                                               | Libertad                                              |                                                       |
| 105    | C. 2011     | Olimpia - (39)                                        | Cerro Porteño                                         | Libertad                                              |                                                       |
| 106    | A. 2012     | Cerro Porteño - (29)                                  | Olimpia                                               | Libertad                                              |                                                       |
| 107    | C. 2012     | Libertad - (16)                                       | Nacional                                              | Guaraní                                               |                                                       |
| 108    | A. 2013     | Nacional - (9)                                        | Guaraní                                               | Cerro Porteño                                         |                                                       |
| 109    | C. 2013     | Cerro Porteño - (30) - (invicto)                      | Libertad                                              | Deportivo Capiatá                                     |                                                       |
| 110    | A. 2014     | Libertad - (17)                                       | Guaraní                                               | Olimpia                                               |                                                       |
| 111    | C. 2014     | Libertad - (18)                                       | Cerro Porteño                                         | Guaraní                                               |                                                       |
| 112    | A. 2015     | Cerro Porteño (31)                                    | Guaraní                                               | Libertad                                              |                                                       |
| 113    | C. 2015     | Olimpia - (40)                                        | Cerro Porteño                                         | Guaraní                                               |                                                       |
| 114    | A. 2016     | Libertad - (19)                                       | Olimpia                                               | Sol de América                                        |                                                       |
| 115    | C. 2016     | Guaraní - (11)                                        | Olimpia                                               | Libertad                                              |                                                       |
| 116    | A. 2017     | Libertad - (20)                                       | Guaraní                                               | Olimpia                                               |                                                       |
| 117    | C. 2017     | Cerro Porteño - (32)                                  | Olimpia                                               | Guaraní                                               |                                                       |
| 118    | A. 2018     | Olimpia - (41)                                        | Cerro Porteño                                         | Libertad                                              |                                                       |
| 119    | C. 2018     | Olimpia - (42)                                        | Cerro Porteño                                         | Libertad                                              |                                                       |
| 120    | A. 2019     | Olimpia - (43)                                        | Cerro Porteño                                         | Libertad                                              |                                                       |
| 121    | C. 2019     | Olimpia - (44)                                        | Libertad                                              | Cerro Porteño                                         |                                                       |
| 122    | A. 2020     | Cerro Porteño - (33)                                  | Olimpia                                               | Libertad                                              |                                                       |
| 123    | C. 2020     | Olimpia - (45)                                        | Guaraní                                               | (O formato foi feito em play-off)                     |                                                       |
| 124    | A. 2021     | Libertad - (21)                                       | Olimpia                                               | Nacional                                              |                                                       |
| 125    | C. 2021     | Cerro Porteño - (34)                                  | Guaraní                                               | Sol de América                                        |                                                       |
| 126    | A. 2022     | Libertad - (22)                                       | Cerro Porteño                                         | Olimpia                                               |                                                       |
| 127    | C. 2022     | Olimpia - (46)                                        | Cerro Porteño                                         | Nacional                                              |                                                       |
| 128    | A. 2023     | Libertad - (23)                                       | Cerro Porteño                                         | Sportivo Trinidense                                   |                                                       |
| 129    | C. 2023     | Libertad - (24)                                       | Cerro Porteño                                         | Nacional                                              |                                                       |
| 130    | A. 2024     | Libertad - (25)                                       | Cerro Porteño                                         | Olimpia                                               |                                                       |
| 131    | C. 2024     | Olimpia - (47)                                        | Guaraní                                               | 2 de Mayo                                             |                                                       |
| 132    | A. 2025     | Libertad - (26)                                       | Cerro Porteño                                         | Guaraní                                               |                                                       |

## Títulos por clube
Olimpia, Cerro, Libertad, Guarani e Nacional, formam o seleto grupo dos clubes que conquistaram mais de dois campeonatos paraguaios.
| Clube            | Cidade   | Títulos | Vices |
| ---------------- | -------- | --- | ----- |
| Olimpia          | Assunção | 47 (1912, 1914, 1916, 1925, 1927, 1928, 1929, 1931, 1936, 1937, 1938, 1947, 1948, 1956, 1957, 1958, 1959, 1960, 1962, 1965, 1968, 1971, 1975, 1978, 1979, 1980, 1981, 1982, 1983, 1985, 1988, 1989, 1993, 1995, 1997, 1998, 1999, 2000, 2011-C, 2015-C, 2018-A, 2018-C, 2019-A, 2019-C, 2020-C, 2022-C, 2024-C) | 26    |
| Cerro Porteño    | Assunção | 34 (1913, 1915, 1918, 1919, 1935, 1939, 1940, 1941, 1944, 1950, 1954, 1961, 1963, 1966, 1970, 1972, 1973, 1974, 1977, 1987, 1990, 1992, 1994, 1996, 2001, 2004, 2005, 2009-A, 2012-A, 2013-C, 2015-A, 2017-C, 2020-A, 2021-C)                                                                                   | 39    |
| Libertad         | Assunção | 26 (1910, 1917, 1920, 1930, 1943, 1945, 1955, 1976, 2002, 2003, 2006, 2007, 2008-A, 2008-C, 2010-C, 2012-C, 2014-A, 2014-C, 2016-A, 2017-A, 2021-A, 2022-A, 2023-A, 2023-C, 2024-A, 2025-A) | 24    |
| Guaraní          | Assunção | 11 (1906, 1907, 1921, 1923, 1949, 1964, 1967, 1969, 1984, 2010-A, 2016-C) | 17    |
| Nacional         | Assunção | 9 (1909, 1911, 1924, 1926, 1942, 1946, 2009-C, 2011-A, 2013-A) | 10    |
| Sol de América   | Assunção | 2 (1986, 1991) | 12    |
| Sportivo Luqueño | Luque    | 2 (1951, 1953) | 4     |
| Presidente Hayes | Assunção | 1 (1952) | 0     |

## Artilharias do Campeonato Paraguaio
| Ano     | Jogador                                           | Clube                                     | Gols |
| ------- | ------------------------------------------------- | ----------------------------------------- | ---- |
| 1935    | Pedro Osorio                                      | Cerro Porteño                             | 17   |
| 1936    | Flaminio Silva                                    | Olimpia                                   | 34   |
| 1937    | Francisco Sosa                                    | Cerro Porteño                             | 21   |
| 1938    | Martín Flor Amado Salinas                         | Cerro Porteño Libertad                    | 17   |
| 1939    | Teófilo Salinas                                   | Libertad                                  | 28   |
| 1940    | José Vinsac                                       | Cerro Porteño                             | 30   |
| 1941    | Benjamín Laterza Fabio Franco                     | Cerro Porteño Nacional                    | 18   |
| 1942    | Francisco Sosa                                    | Cerro Porteño                             | 23   |
| 1943    | Atilio Mellone                                    | Guaraní                                   | 27   |
| 1944    | Porfirio Rolón Sixto Noceda                       | Libertad Presidente Hayes                 | 18   |
| 1945    | Porfirio Rolón                                    | Libertad                                  | 18   |
| 1946    | Leocadio Marín                                    | Olimpia                                   | 26   |
| 1947    | Leocadio Marín                                    | Olimpia                                   | 27   |
| 1948    | Fabio Franco                                      | Nacional                                  | 24   |
| 1949    | Darío Jara Saguier                                | Cerro Porteño                             | 18   |
| 1950    | Diego Alexis Mendoza                              | Libertad                                  | 17   |
| 1951    | Antonio Ramón Gómez                               | Libertad                                  | 19   |
| 1952    | Diego Alexis Mendoza Rubén Fernández              | Libertad                                  | 16   |
| 1953    | Antonio Acosta                                    | Presidente Hayes                          | 15   |
| 1954    | Máximo Rolón                                      | Libertad                                  | 24   |
| 1955    | Máximo Rolón                                      | Libertad                                  | 25   |
| 1956    | Máximo Rolón                                      | Libertad                                  | 23   |
| 1957    | Juan Bautista Agüero                              | Olimpia                                   | 14   |
| 1958    | Juan Bautista Agüero                              | Olimpia                                   | 16   |
| 1959    | Ramón Rodríguez                                   | River Plate                               | 17   |
| 1960    | Gilberto Penayo                                   | Cerro Porteño                             | 18   |
| 1961    | Justo Pastor Leiva                                | Guaraní                                   | 17   |
| 1962    | Cecilio Martínez                                  | Nacional                                  | 19   |
| 1963    | Juan Cabañas                                      | Libertad                                  | 17   |
| 1964    | Genaro García Anastacio Jara Antonio González     | Guaraní Sol de América Rubio Ñu           | 8    |
| 1965    | Genaro García                                     | Guaraní                                   | 15   |
| 1966    | Celino Mora                                       | Cerro Porteño                             | 14   |
| 1967    | Sebastián Fleitas Miranda                         | Libertad                                  | 18   |
| 1968    | Pedro Antonio Cibils                              | Libertad                                  | 13   |
| 1969    | Benicio Ferreira                                  | Olimpia                                   | 13   |
| 1970    | Saturnino Arrúa                                   | Cerro Porteño                             | 19   |
| 1971    | Cristóbal Maldonado                               | Libertad                                  | 11   |
| 1972    | Saturnino Arrúa                                   | Cerro Porteño                             | 17   |
| 1973    | Mario Beron Clemente Rolón                        | Cerro Porteño River Plate                 | 15   |
| 1974    | Mario Beron Fermín Cabrera                        | Cerro Porteño Sportivo Luqueño            | 10   |
| 1975    | Hugo Kiesse                                       | Olimpia                                   | 12   |
| 1976    | Arsenio Meza                                      | River Plate                               | 11   |
| 1977    | Gustavo Fanego                                    | Guaraní                                   | 12   |
| 1978    | Enrique Villalba                                  | Olimpia                                   | 10   |
| 1979    | Edgar Ozuna                                       | Capitán Figari                            | 10   |
| 1980    | Miguel Michelagnoli                               | Olimpia                                   | 11   |
| 1981    | Eulalio Mora                                      | Guaraní                                   | 9    |
| 1982    | Pedro Fernánez                                    | River Plate                               | 13   |
| 1983    | Rafael Bobadilla                                  | Olimpia                                   | 14   |
| 1984    | Amancio Mereles Milciades Morel                   | Cerro Porteño                             | 12   |
| 1985    | Adriano Samaniego                                 | Olimpia                                   | 19   |
| 1986    | Félix Ricardo Torres                              | Sol de América                            | 13   |
| 1987    | Félix Brítez Román                                | Cerro Porteño                             | 11   |
| 1988    | Raúl Vicente Amarilla                             | Olimpia                                   | 17   |
| 1989    | Jorge López                                       | San Lorenzo                               | 16   |
| 1990    | Buenaventura Ferreira Romerito                    | Libertad / Cerro Porteño Sportivo Luqueño | 17   |
| 1991    | Carlos Luis Torres Lilio Torales                  | Olimpia Atl. Colegiales                   | 12   |
| 1992    | Felipe Nery Franco                                | Libertad                                  | 13   |
| 1993    | Francisco Ferreira                                | Sportivo Luqueño                          | 13   |
| 1994    | Héctor Núñez                                      | Cerro Porteño                             | 27   |
| 1995    | Héctor Núñez                                      | Cerro Porteño                             | 17   |
| 1996    | Arístides Rojas                                   | Guaraní                                   | 22   |
| 1997    | Luis Molinas                                      | Nacional / Tembetary                      | 13   |
| 1998    | Mauro Caballero                                   | Olimpia                                   | 21   |
| 1999    | Gauchinho                                         | Cerro Porteño                             | 22   |
| 2000    | Francisco Ferreira                                | Cerro Porteño                             | 23   |
| 2001    | Mauro Caballero                                   | Cerro Porteño / Libertad                  | 13   |
| 2002    | Juan Samudio                                      | Libertad                                  | 23   |
| 2003    | Erwin Avalos                                      | Cerro Porteño                             | 16   |
| 2004    | Juan Samudio                                      | Libertad                                  | 22   |
| 2005    | Dante López                                       | Nacional / Olimpia                        | 21   |
| 2006    | Hernán Rodrigo López                              | Libertad                                  | 27   |
| 2007    | Fabio Ramos Pablo Zeballos                        | Nacional Sol de América                   | 15   |
| 2008-AP | Fabio Escobar                                     | Nacional                                  | 13   |
| 2008-CL | Edgar Benítez                                     | Sol de América                            | 14   |
| 2009-AP | Pablo Velázquez                                   | Rubio Ñu                                  | 16   |
| 2009-CL | César Cáceres Cañete                              | Guaraní                                   | 11   |
| 2010-AP | Rodrigo Teixeira Pablo Zeballos                   | Guaraní Cerro Porteño                     | 16   |
| 2010-CL | Juan Carlos Ferreyra Roberto Nanni                | Olimpia Cerro Porteño                     | 12   |
| 2011-AP | Pablo Zeballos                                    | Olimpia                                   | 13   |
| 2011-CL | Freddy Bareiro                                    | Cerro Porteño                             | 13   |
| 2012-AP | José Ortigoza                                     | Sol de América                            | 13   |
| 2012-CL | Diego Centurión José Ariel Núñez                  | Guaraní Libertad                          | 13   |
| 2013-AP | Julián Benítez                                    | Nacional                                  | 13   |
| 2013-CL | Hernán Rodrigo López                              | Luqueño                                   | 17   |
| 2014-AP | Hernán Rodrigo López Christian Ovelar             | Libertad Sol de América                   | 19   |
| 2014-CL | Fernando Fernández                                | Guaraní                                   | 17   |
| 2015-AP | Fernando Fernández José Ortigoza Santiago Salcedo | Guaraní Cerro Porteño Sol de América      | 11   |
| 2015-CL | Santiago Salcedo                                  | Sol de América                            | 19   |
| 2016-AP | Brian Montenegro                                  | Nacional                                  | 18   |
| 2016-CL | Ernesto Álvarez Cecilio Domínguez                 | Cerro Porteño Sol de América              | 14   |
| 2017-AP | Santiago Salcedo                                  | Libertad                                  | 15   |
| 2017-CL | Diego Churín Rodrigo Bogarín                      | Cerro Porteño Guaraní                     | 11   |
| 2018-AP | Néstor Camacho                                    | Olimpia                                   | 14   |
| 2018-CL | Óscar Cardozo                                     | Libertad                                  | 15   |
| 2019-AP | William Mendieta Roque Santa Cruz                 | Olimpia                                   | 11   |
| 2019-CL | Roque Santa Cruz                                  | Olimpia                                   | 15   |

[carece de fontes?]

### Maiores artilheiros
| 1. | Hernán Rodrigo López | Olimpia (12), Libertad (80), Cerro Porteño (1), Sportivo Luqueño (17), Guaraní (17) | 127 |
| 2. | Juan Samudio         | Libertad (114), Guaraní (5)                                                         | 119 |
| 3. | Santiago Salcedo     | Cerro Porteño (42), Sol de América (30), Libertad (46)                              | 118 |
| 4. | Mauro Caballero      | Olimpia (91), Cerro Porteño (7), Libertad (7), Nacional (2)                         | 107 |
| 5. | Fredy Bareiro        | 12 de Octubre (18), Libertad (29), Cerro Porteño (15), Olimpia (34), Nacional (8)   | 104 |